# Dlhoňa
Dlhoňa (hongrois : Dolgonya) est un village de Slovaquie situé dans la région de Prešov.

## Histoire
Première mention écrite du village en 1618.

## Démographie

### Évolution de la population
| Année:               | 1994. | 2004.   | 2014.   | 2024.    |
| -------------------- | ----- | ------- | ------- | -------- |
| Nombre de personnes: | 68    | 69      | 75      | 92       |
| Différence:          |       | +1,47 % | +8,69 % | +22,66 % |

| Année:               | 2023. | 2024.   |
| -------------------- | ----- | ------- |
| Nombre de personnes: | 89    | 92      |
| Différence:          |       | +3,37 % |